# Бордър коли
Бордър коли е порода кучета с произход Великобритания. Канадски учени от Университета на Британска Колумбия стигнаха до заключението, че Бордър колито е най-интелигентното от всички породи кучета.

## История на породата
Още около 800 г., при завръщането по домовете си след сражения срещу британците, викингите взимали със себе си овчарски кучета.
Първото описание на работата на днешното Бордър Коли е от Джон Кай, личен лекар на кралица Елизабет I, записани в книгата „Трактат за английски догове“ от 1570 г. Първите сведения за работещи овчарски кучета са от Италия, от малко преди раждането на Христос, след като римляните нахлуват във Великобритания и са взели доста от тези кучета в Италия.
За прародител на днешните Бордър Коли се счита Old Hemp (1893), собственост на фермера Адам Телфер. Това куче привлекло вниманието с необичайните си охранителни умения, което го нарежда сред най-значимите за разплод породи.
През 1881 г. е разработен стандарта на породата. Името „Бордър Коли“ е дадено през 1915 г. от Д. Рийд, който по-късно става секретар на Международната асоциация за овчарски кучета. Названието „Бордър“ е прибавено, защото най-добре работещите кучета са от граничния район между Южна Шотландия и Северна Англия.

## Стандарт на породата

### Общ вид
Бордър колито е умно, изпълнено с енергия куче. От самото си селектиране до днес кучетата от тази породата не губят своята популярност и продължават да бъдат предпочитани от фермерите. Лесната им приспособимост и изключителна интелигентност ги правят незаменими помощници на скотовъдците. Работните им качества са се доказали през годините.

### Характер
Бордър колито е куче с добър нрав, изключително лоялно към стопанина си. Лесно се поддава на дресировка, старае се да угажда всячески на своя господар. Необходими за правилното му развитие са редовни умствени и физически тренировки . Отнася се дружелюбно към децата. Разбира се добре с другите животни от стопанството.

### Предназначение на породата
Бордър колито се числи към породите овчарски кучета. И до днес то си остава най-предпочитано от тази група. Лесната податливост на дресировка и неизчерпаемата енергия са основните причини за този факт. При правилна дресура бордър колитата могат отлично да координират стада овце или друг добитък.
Кучетата могат да бъдат научени на следните команди:
- „Гони“-Подкарват (подгонват) към стадото изостаналите животни;
- „Търси“-Издирват загубилите се животни;
- „Пази“-Не допускат навлизане на стадото в забранени за паша места;
- „В кръг“ (или „Кръгом“)-Сгъстяване и спиране на стадото;

### Глава
Черепът е умерено издължен. Муцуната е крепка, умерено широка. Цветът на носа е черен, кафяв или тъмно сив, в зависимост от цвета на козината.

### Шия
Вратът е дълъг и здрав, с добре развита мускулатура.

### Уши
Ушите са със среден размер, висящи или наострени в зависимост от ситуацията.

### Очи
Цветът на очите варира от тъмнокафяв до кехлибарен или син. При някои разцветки нерядко двете очи са с различен цвят.

### Торс
Туловището е донякъде издължено и мускулесто. Гръдният кош е широк.

### Козина
Съществуват доста варианти на окраска, но най-често срещаната е черно-бялата. Други варианти са черна трицветна (черно/светлокафяво/бяло), червено-бяла (шоколадово-бяла), червена трицветна (червено/светлокафяво/бяло), също така се срещат и други цветове като синьо или „Австралийско червено“ (златисто). Бордър колитата могат и да са едноцветни.

## Бордър колита в медиите
Най-известното бордър коли е Рико, което се появява в германската телевизионна игра „Wetten, dass..?“ през 2001 г. Рико знаел имената на близо 200 играчки и лесно запомнял названията на нови. Изследователи от Института по еволюционна антропология „Макс Планк“ в Лайпциг чули за Рико и се срещнали с него и стопаните му. Това довело до научен доклад, разкриващ езиковите способности на Рико – той можел да учи и запомня думи толкова бързо, колкото и малко дете. Други учени са доказвали, че двегодишните деца, които запомнят около десет нови думи на ден, имат вроден набор от правила, който ги ръководи при задачата. Тази способност се смята за един от ключовите градивни елементи в усвояването на езика. Учените от „Макс Планк“ подозират, че Рико се ръководи от същите принципи за научаването на думи и че техниката, чрез която ги запаметява, е същата като при хората. Всъщност само две други кучета – и двете порода бордър коли – имат подобни умения. Едното от тях – женска, която изследователите наричат Бетси – е усвоило речник от над 300 думи.

## Работните бордър колита
Работните бордър колита са отлични помощници на своите стопани. Освен за направляване на стада овце (основно предназначение на породата), те се използват и като помощници при свободно отглеждане на домашни птици, щрауси или свине. Използват се и за контрол над дивите птици на летищните писти, голф игрищата, както и на други обществени или частни обекти.
Използването на бордър колита при работа с овце е икономически изгодно. В общия случай едно обучено овчарско куче може да върши работа колкото трима работници. В обширни области като австралийската пустош обикновено броят на използваните кучета надхвърля пет. Опитите работата, вършена от овчарските кучета, да се механизира и автоматизира имат силно ограничен успех.
Фермерите в Обединеното кралство използвали най-важните елементи от работата на овчарските кучета и така се обособил самостоятелен кучешки спорт. Първото записано състезание за овчарски кучета е проведено в Бала, Северен Уелс, през 1873 година . На тези състезания славата на бордър колито като едно от най-добрите овчарски кучета силно нараства. В САЩ, националният орган, контролиращ тези състезания, е USBCHA, във Великобритания – Международната асоциация за овчарски кучета, в Канада – Канадската асоциация за бордър коли (CBCA).